# Un pahar plin
Un pahar plin este un film românesc din 1974 regizat de Alexandru Boiangiu.